# Onkogenność
Onkogenność – zdolność do wywoływania nowotworów na drodze onkogenezy. Onkogenne mogą być wirusy (zwane wirusami onkogennymi np. EBV), geny, które nazywane są wówczas onkogenami. Substancje i inne czynniki natury nieożywionej mają również zdolność wywoływania nowotworów, mówi się jednak w ich wypadku raczej o działaniu karcynogennym, gdyż ich działanie rozwija się w procesie karcynogenezy.